# Schütt (Familienname)
Schütt oder Schuett ist ein deutscher Familienname.

## Herkunft und Bedeutung
Schütt ist ein Berufsname zu mittelniederdeutsch „schutte“ (Schütze, Wächter oder Wald- und Flurschütz).

## Varianten
- Schütte
- Schütz
- Schütze

## Namensträger
- Adolf Schütt (1810–1888), deutscher Verwaltungsbeamter und Schriftsteller
- Alfons Schütt (1923–2013), deutscher Motorradrennfahrer (DDR)
- Artur Schütt (1932–2024), deutscher Pädagoge, Librettist und Autor
- Bernd Schütt (* 1961), deutscher Generalleutnant
- Bert Schütt (1928–1989), deutscher Fußballspieler, -trainer und -funktionär
- Bertil Schütt (1909–1983), schwedischer Schriftsteller und Drehbuchautor
- Bodo Schütt (1906–1982), deutscher Arzt und Schriftsteller
- Brigitta Schütt (* 1963), deutsche Geographin
- Bruno Schütt (1876–1956), deutscher Pädagoge und Botaniker
- Cassandra Schütt (* 1993), deutsche Musicaldarstellerin und Synchronsprecherin
- Eberhard Schütt-Wetschky (1937–2015), deutscher Politikwissenschaftler
- Edith Richter-Schütt (* 1923), deutsche Politikerin (DP), MdBB
- Eduard Schütt (Komponist) (1856–1933), russischer Pianist, Dirigent und Komponist
- Eduard Schütt (Mediziner) (1875–1948), deutscher Medizinalbeamter und Rassenhygieniker
- Ernst Schütt (1921–1920), deutscher Richter
- Ernst Christian Schütt, deutscher Autor
- Franz Schütt (1859–1921), deutscher Botaniker
- Franz Friedrich Christian Schütt (1874–1962), deutscher Maler
- Franz Theodor Schütt (1908–1990), deutscher Maler, Grafiker und Bildhauer
- Günther Schütt (1918–1996), deutscher Ruderer
- Hans Schütt (Politiker) (1901–1986), deutscher Politiker (GB/BHE), MdL Niedersachsen
- Hans-Dieter Schütt (* 1948), deutscher Journalist
- Hans-Friedrich Schütt (1926–2014), deutscher Archivar
- Hans-Gerd Schütt (* 1958), deutscher Priester
- Hans-Heinz Schütt (1908–1984), deutscher SS-Scharführer
- Hans-Peter Schütt (* 1951), deutscher Philosoph und Hochschullehrer
- Hans-Werner Schütt (1937–2023), deutscher Wissenschaftshistoriker und Hochschullehrer
- Hartwig Schütt (1923–2009), deutscher Malakologe und Chemiker
- Harry Schütt (* 1930), deutscher Generalmajor im Ministerium für Staatssicherheit
- Heino Schütt (* 1944), deutscher Politiker (FDP, CDU)
- Heinrich Friedrich Schütt (1835–1918), deutscher Richter
- Helmut Schütt (* 1950), deutscher Fußballspieler
- Herbert Schütt (1936–2020), deutscher Politiker (SPD)
- Hermann Schütt (Unternehmer) (1866–1928), deutscher Unternehmer
- Hermann Schütt (1888–1973), deutscher Pädagoge und Hochschullehrer
- Julian Schütt (* 1964), Schweizer Journalist und Schriftsteller
- Jutta Schütt (1955–2016), deutsche Kunsthistorikerin und Kuratorin
- Marie Schütt (1888–1978), deutsche Anglistin
- Matthias Schütt (* 1977), deutscher Mathematiker
- Otto Schütt (1886–1970), deutscher Historiker und Archivar
- Paul L. Schütt (* 1956), deutscher Jazzmusiker
- Peter Schütt (Politiker, 1901) (1901–1984), deutscher Politiker (CDU), Landrat von Monschau
- Peter Schütt (Forstwissenschaftler) (1926–2010), deutscher Forstwissenschaftler
- Peter Schütt (Politiker, 1927) (1927–2021), deutscher Politiker (CDU), MdL Nordrhein-Westfalen
- Peter Schütt (Autor) (* 1939), deutscher Schriftsteller, Journalist und Parteifunktionär (DKP)
- Peter Schütt (Erziehungswissenschaftler) (1944–2013), deutscher Erziehungswissenschaftler und Hochschullehrer
- Regine Schütt, deutsch-kanadische Künstlerin
- Rolf Dietrich Schuett (* 1941), deutscher Schriftsteller und Aphoristiker
- Roland Schütt (1913–2005), schwedischer Schriftsteller
- Sophie Schütt (* 1974), deutsche Schauspielerin
- Thorben Schütt (* 1990), deutscher Politiker (CDU)
- Thorsten Schütt (* 1963), deutscher Bildhauer